# ACT Music
ACT es un sello musical alemán fundado en 1992 por Siegfried Loch, un músico alemán de origen polaco. Es una discográfica especializada en la publicación de música de jazz y world music.  
La compañía ACT disfruta de reconocimiento internacional por su apuesta por la música innovadora, tanto en el jazz como en otros géneros. Es un sello reputado entre las personas aficionadas al jazz más actual, tanto por la selección de sus artistas, como por sus cuidadas ediciones musicales.
Pocos años después de su fundación, se ha convertido uno de los sellos destacados del jazz independiente. Anunció su presencia en el mercado en octubre de 1992, con el lanzamiento de Jazzpaña. Con este disco consiguió el reconocimiento de la crítica y recibió dos nominaciones a los premios Grammy y un Premio de Jazz otorgado en Alemania.
El sello ACT pone un énfasis especial en artistas de Escandinavia. Músicos como Nils Landgren, Esbjörn Svensson Trio, Ulf Wakenius, Lars Danielsson, Viktoria Tolstoy, 
Torsten Goods, Jonas Knutsson, Johan Norberg, Rigmor Gustafsson, Wolfgang Haffner, Jan Lundgren o Rigmor Gustafsson han firmado con él. Todo ello hace de ACT una referencia obligada para la música de jazz en Suecia.
Otro foco significativo para el sello ACT es el jazz alemán, especialmente su apoyo a jóvenes músicos. Su principal objetivo es descubrir y apoyar nuevos talentos. Uno de sus más exitosos emprendimientos ha sido el lanzamiento, en el año 2005, de la serie Young German Jazz, que ha sido bien recibido por la crítica especializada.